# 农生文
农生文（1965年8月—），壮族，广西天等人。中国共产党党员，中华人民共和国政治人物。中国科学院测量与地球物理研究所自然地理专业毕业，理学硕士。现任中共广西壮族自治区党委常委、南宁市委书记。

## 生平
农生文于1983年9月考入华中师范大学地理系地理学专业学习，并获得了理学学士学位。1987年进入中国科学院测量与地球物理研究所自然地理专业学习，并获得理学硕士学位。毕业后进入广西壮族自治区民政厅任职，期间于1995年加入中国共产党，历任民政厅行政区划处副主任科员、主任科员、区划地名处处长，期间，农生文曾经在河池地区东兰县短暂挂职出任副县长。2000年8月，升任广西壮族自治区民政厅副厅长、党组成员。期间，农生文曾经在美国辛辛納提大學接受了工商管理课程培训。
2005年3月，外放出任中共广西钦州市委常委、组织部部长。2006年9月升任中共钦州市委副书记，同时出任钦州市第三届人民代表大会代表，代表钦北区选区。
2008年11月，升任广西壮族自治区绩效考评领导小组办公室主任，任职期间，农生文亦曾于2013年参加了中共中央组织部在美国哈佛大学及中国清华大学举办的公共管理高级培训班。2014年，兼任广西壮族自治区优质高产高糖糖料蔗基地建设工作领导小组成员。2015年7月起，兼任广西壮族自治区机构编制委员会办公室副主任。2016年5月，外放出任中共来宾市委书记，同年9月当选为来宾市人民代表大会常务委员会主任。2020年，不再兼任来宾市人民代表大会常务委员会主任。
2021年11月，任中共广西壮族自治区党委常委、统战部部长。2022年4月，任中共南宁市委书记。